# Coronación de Jorge IV del Reino Unido
La coronación de Jorge IV como rey del Reino Unido tuvo lugar en la Abadía de Westminster, Londres, el 19 de julio de 1821. Originalmente programada para el 1 de agosto de 1820, la ceremonia se pospuso debido a los procedimientos parlamentarios de la esposa separada de Jorge, Caroline de Brunswick; debido a que estos no lograron privar a la reina Carolina de sus títulos y obtener el divorcio del rey, fue excluida de la ceremonia. De acuerdo con los lujosos gustos personales de Jorge IV, la coronación fue la más extravagante jamás organizada y varios de los elementos tradicionales del ceremonial se llevaron a cabo por última vez antes de las ligeras y por si modernas reformas que llevó a cabo su hermano y sucesor Guillermo IV.

## Antecedentes
Jorge había accedido al trono el 29 de enero de 1820, tras la muerte de su padre, el rey Jorge III del Reino Unido, en el Castillo de Windsor. El difunto rey había estado debilitado por una enfermedad durante la mayor parte de la década anterior y Jorge había sido nombrado príncipe regente en lugar de su padre en 1811. Desde el comienzo de la Regencia, el príncipe George, ya conocido por sus numerosas amantes y siendo un extravagante seguidor de moda, declaró que "eclipsaría bastante a Napoleón Bonaparte". Tras la victoria de Gran Bretaña en las guerras napoleónicas, Jorge afirmó que había desempeñado un papel destacado en la caída del emperador francés.  Por lo tanto, la intención era que Jorge eclipsara la suntuosa coronación de Napoleón y se envió un sastre a París para estudiar la túnica de coronación del emperador.
La ceremonia se planeó originalmente para el 1 de agosto de 1820; sin embargo, el 5 de junio, la esposa separada de Jorge, Carolina de Brunswick, regresó inesperadamente a Inglaterra desde el continente para reclamar su derecho a ser coronada reina consorte. A pesar de los rumores de larga data sobre el estilo de vida inmoral de Carolina, obtuvo una considerable simpatía pública, probablemente debido a la impopularidad del rey Jorge. También obtuvo el respaldo de los políticos Whig, que formaron la oposición al gobierno Tory, dirigido por Lord Liverpool. A instancias de Jorge, el gobierno presentó una ley de penas y castigos en la Cámara de los Lores, "para privar a Su Majestad Carolina Amelia Elizabeth del título, prerrogativas, derechos, privilegios y exenciones de reina consorte de este reino, y para disolver el matrimonio entre Su Majestad y dicha Carolina Amelia Elizabeth" basado en el presunto adulterio de Carolina. Estos procedimientos, que adquirieron algo de la naturaleza de un juicio, obviamente llevarían algún tiempo, por lo que hubo un aplazamiento de la coronación hasta el 19 de julio de 1821. Al final, no hubo apoyo suficiente para el proyecto de ley que se abandonó en noviembre, por lo que Caroline simplemente fue eliminada de la ceremonia de coronación.

## Preparativos
Para financiar la coronación, el rey pudo obtener 100.000 libras esterlinas de fondos gubernamentales y el resto provino de las enormes reparaciones de guerra de 100 millones de francos franceses que el Tratado de París había impuesto a Francia en 1815. La Preparación y equipamiento para la Abadía de Westminster y Westminster Hall costó £ 16,819, £ 111,810 se gastaron en joyas y platos, £ 44,939 en uniformes, túnicas y disfraces, y £ 25,184 en el banquete. El coste total de la coronación fue de 238.000 libras esterlinas, el más caro de la historia y más de veinte veces el coste del evento anterior en 1761.
La organización del ceremonial estuvo a cargo de dos de los Grandes Oficiales de Estado; el Lord Gran Chambelán, o en 1821, el diputado, Lord Gwydyr, fue responsable de los eventos en Westminster Hall, mientras que el Conde Mariscal estuvo a cargo de los procedimientos no eclesiásticos en la abadía. Sin embargo, dado que el titular de ese cargo hereditario, el Duque de Norfolk era católico y por lo tanto excluido, se vio obligado a nombrar un diputado, su hermano anglicano, Lord Henry Howard-Molyneux-Howard, para cumplir su función.
Se erigió un andamio en la abadía para acomodar a 4.656 invitados, más del triple del número de la coronación anterior. Debido al espacio limitado en el antiguo Palacio de Westminster, el interior de Westminster Hall se había subdividido con tabiques de madera para que sirvieran como salas de audiencias y todos estos tuvieron que ser demolidos para crear el gran espacio necesario para el banquete de coronación, que requirió galerías para 2.934 espectadores y 1.268 comensales sentados en 47 mesas, algunas de las cuales tuvieron que ser ubicadas en otros puntos del palacio. Se erigió un arco triunfal temporal en el extremo norte de la sala al estilo de un castillo medieval.
De acuerdo con la moda del Romanticismo y con su propio gusto por la ropa extravagante, Jorge insistió en que los participantes se vistieran con trajes de época Tudor y Stuart. Se esperaba que los compañeros proporcionaran su propia ropa y se organizó una exhibición de los estilos requeridos en el Colegio de Armas en junio de 1820 en beneficio de los sastres de sus señorías. Los conjuntos resultantes del día, según un informe, "produjeron mucha diversión entre las damas"; pero Sir Walter Scott se entusiasmó con el "vestido alegre, hermoso y antiguo que flotaba ante el ojo". El atuendo de coronación personal de George costó más de £ 24,000; su túnica de terciopelo rojo de 27 pies (8,2 m) se vendió posteriormente a Madam Tussaud para exhibirla en su museo de cera, pero finalmente fue redescubierta y se ha utilizado en todas las coronaciones desde la de Jorge V en 1911.
Aunque muchas de las Joyas de la Corona habían sido heredadas de los antepasados de Jorge, no escatimó en gastos para realzar su magnificencia. St Edward's Crown, que data de 1661, en realidad era solo un marco, y la mayoría de las joyas tuvieron que alquilarse para engarzarse en él; esto costó 375.000 libras esterlinas en 1821. La nueva corona de coronación de Jorge IV se encargó a un costo estimado de más de 50.000 libras esterlinas. Una cinta con forma de corona para el sombrero emplumado de Jorge, ahora conocido como George IV State Diadem, costó £ 8,000, mientras que las coronas para los duques reales costaron £ 4,000 y para las princesas, £ 2,000 cada una. En contraste, las coronas para la familia real extendida se produjeron por £ 40 cada una en la próxima coronación.

### Exclusión de Carolina de Brunswick
El 16 de julio, el chambelán de la reina, Lord Hood, había escrito para informar al duque de Norfolk que la reina asistiría a la próxima coronación y solicitaba que la condujeran a su asiento. Recibió una pronta respuesta de Lord Howard, el conde mariscal adjunto que decía "que no fue un placer para Su Majestad cumplir con la solicitud". A pesar de esto y de la insistencia de sus asesores legales, la reina Carolina estaba decidida a asistir a la coronación. A las 6 a. m., su carruaje llegó a Westminster Hall y fue recibido con aplausos por parte de una parte comprensiva de la multitud y "agitación ansiosa" por parte de los soldados y oficiales que supervisaban la puerta, que luego de cierta confusión se cerró. La reina se acercó del brazo de Lord Hood, pero el comandante de la guardia le pidió su boleto. Al responder que ella era la Reina y que no necesitaba boleto, la rechazaron firmemente. Cuando Caroline y Lord Hood intentaron entrar por una puerta lateral, se les cerró de golpe en la cara. Su intento de encontrar otra entrada fue bloqueado por una línea de soldados armados, por lo que luego se dirigieron a la Cámara de los Lores, que estaba conectada con el salón, pero cuando se le negó la entrada allí también, la Reina regresó a su carruaje. Después de unos 20 minutos, el grupo llegó a la abadía y se acercó a la puerta que conduce a Poet's Corner. Lord Hood se dirigió al portero, que probablemente era uno de los boxeadores profesionales que habían sido contratados para el evento, anunciando; "Te presento a tu reina, ¿rechazas su admisión?" El portero respondió que no podía admitir a nadie sin boleto. Lord Hood tenía su propio boleto, pero el portero insistió en que solo permitiría la entrada a una persona y la Reina se negó a entrar sola. Después de más discusiones infructuosas, el grupo de la Reina se retiró y la multitud gritó "¡Vergüenza! ¡Vergüenza!" mientras se iba en su carruaje. La reina Carolina murió dos semanas después.

## Procesión
El rey llegó a Westminster en carruaje a las 8:30 p. m. la noche anterior y pasó la noche en la casa del Presidente de la Cámara de los Comunes. Los carruajes de los distintos participantes comenzaron a llegar a la 1 a. m. y a las 6 a. m. las calles cercanas estaban paralizadas, por lo que muchos compañeros tuvieron que abandonar sus carruajes y caminar hacia la abadía entre la multitud. A las 10 a. m., siguiendo la tradición, la ceremonia comenzó en Westminster Hall. El rey, sentado en un trono, recibió las insignias del clero, que luego otorgó a varios aristócratas que a menudo tenían el derecho hereditario de llevarlos a la abadía. La procesión a pie hasta la abadía era la única parte de los procedimientos que podía ser vista por el público en general y se habían erigido grandes gradas para los espectadores a lo largo de la ruta, que pasaba por la puerta norte del salón, a través de New Palace Yard, en Parliament Street, Bridge Street y King Street hasta la puerta oeste de la abadía. Era una pasarela elevada y alfombrada de 4,6 m (15 pies) de ancho y 0,91 m (3 pies) de alto con un pasamanos y estaba bordeada por soldados. Había unas 700 personas en la procesión, encabezada por la Mujer Hierba del Rey y seis doncellas, esparciendo pétalos sobre la alfombra.  En este número se incluía una banda militar y el coro que entonaba repetidamente el himno O Lord, grant the King a long life de William Child, intercalado con fanfarrias de tambores y trompetas.

### Servicio y Música
El contenido del servicio de coronación estuvo a cargo del arzobispo de Canterbury, Charles Manners-Sutton, quien solo había realizado modificaciones menores al texto utilizado en la coronación anterior, excluyendo especialmente cualquier referencia a la Reina. Al igual que en el evento anterior, se entregaron a los participantes tarjetas impresas con el orden de servicio; esto fue particularmente útil cuando el texto manuscrito del juramento de coronación se extravió y George simplemente firmó la tarjeta en su lugar. La redacción del juramento en sí se modificó de "el pueblo de este reino de Gran Bretaña" a "este Reino Unido de Gran Bretaña e Irlanda" para reflejar las Actas de Unión de 1800. El sermón fue predicado por el Arzobispo de York, Edward Venables-Vernon-Harcourt, sobre un texto extraído del Libro de Samuel; “El que gobierna a los hombres debe ser justo, gobernando en el temor de Dios”.
Era un día cálido y se vio que el rey, abrumado por el peso de su lujoso traje, sudaba abundantemente durante todo el servicio y luego comentó; "¡No volvería a soportar los sufrimientos de ese día por otro reino!" Al final de la ceremonia, la recesión se vio empañada por la salida prematura del coro, por lo que el rey tuvo que pasar junto a bancos vacíos cubiertos de basura, descrito en la prensa como "un arreglo de lo más poco pintoresco".
La música utilizada en el servicio de coronación parece haber sido influenciada por los deseos de George; parte de esto fue cambiado por el rey cuando asistió al ensayo final solo tres días antes del evento. Por tradición, la entrada del monarca en la abadía se saluda con el himno Me alegré; sin embargo, esto se aplazó hasta que el rey llegó al coro y Thomas Attwood lo cantó en un nuevo escenario. En cambio, en la entrada inicial del rey, se cantó el Coro Aleluya del oratorio El Mesías de George Frideric Handel. En ese momento, los King's Scholars of Westminster School gritaron la tradicional aclamación "Vivat Georgius Rex! (en latín)". Esto fue seguido por música de otro oratorio de Handel, Saul, en el que el libreto del aria Ya veo avanzar a las hijas de la tierra fue modificado, aparentemente por sugerencia de Jorge, para decir Ya veo avanzar al monarca del Señor; la pieza terminó con el estribillo ¡Bienvenido, bienvenido, poderoso rey! Otra música coral incluyó otro himno de Attwood, Que se fortalezca tu mano, Zadok el sacerdote de Handel (únicamente, en un arreglo de Johann Baptist Cramer), El rey se regocijará de William Knyvett y una puesta en escena del Te Deum de William Boyce. God Save the King parece haberse representado al menos dos veces durante el servicio; una vez por trompetas a la entrada del rey y otra poco antes del final por el coro con "todos los nobles de la tierra, hombres y mujeres".
Los coros y la orquesta se colocaron en una gran galería temporal que se extendía por el extremo este de la abadía sobre la Capilla de San Eduardo. Un informe periodístico afirmó que había "cien instrumentos y el doble de cien voces". Los únicos coros mencionados oficialmente son los de la abadía y la Capilla Real, pero es probable que el coro de la Catedral de San Pablo de Londres también estuviera presente y que se contrataran cantantes profesionales. Los coros grandes de este tamaño estaban de moda en ese momento, especialmente para conciertos populares de las obras de Handel. El director de orquesta fue William Shield y el organista fue Charles Knyvett de la Capilla Real.

## Celebraciones públicas
Como en coronaciones anteriores, hubo algunos intentos de involucrar al público en general en el evento. En Londres, una multitud que apoyaba a la reina Carolina había arrasado el West End rompiendo ventanas y tuvo que ser dispersada por la Caballería de la Casa.  En otro lugar, una multitud más afable observó el ascenso de un globo de gas desde Green Park pilotado por Charles Green, y luego se dirigió a Hyde Park, donde hubo una carrera de botes y, por la noche, los árboles y The Serpentine se iluminaron con linternas y un espectáculo de fuegos artificiales. fue organizado por Sir William Congreve. Los escritores contemporáneos describen "una inmensa concurrencia de personas" y "multitudes sin precedentes", aunque un relato posterior describe la exhibición como "muy insignificante y no atrajo mucha atención". Todos los teatros de Londres estaban abiertos de forma gratuita a expensas del rey. En otros lugares, los esfuerzos cívicos en las celebraciones públicas a menudo se vieron empañados por la aversión a George y el apoyo a Caroline; en Bristol, una multitud hosca observaba un desfile corporativo mientras "pasaba por las calles con todo el aburrimiento silencioso de una procesión fúnebre". En Liverpool, la corporación pospuso la apertura de Prince's Dock hasta el día de la coronación, evitando con éxito las manifestaciones antimonárquicas, mientras que en Mánchester, la multitud vitoreó al rey hasta que se acabó la cerveza gratis, cuando comenzaron a cantar "God save the Queen". En otros lugares, las celebraciones en pueblos y aldeas parecen haber transcurrido de manera más armoniosa, a menudo financiadas por ciudadanos más ricos en beneficio de los más pobres. En Brighton, por ejemplo, hubo "todo tipo de ejercicios varoniles" y se asaron varios bueyes para alimentar a 8.000 personas.

## Dignatarios presentes en la Coronación
- El duque de York y Albany, hermano del rey.[38]
- El duque de Clarence y St Andrews, hermano del rey.[38]
- El duque de Sussex, hermano del rey.[38]
- El duque de Cambridge, hermano del rey.[38]
- El duque de Gloucester y Edimburgo, cuñado del rey.[38]
- Príncipe Leopoldo de Sajonia-Coburgo-Saalfeld, yerno del rey (hermano del duque de Sajonia-Coburgo-Saalfeld)[38]